# 4305 Клептон
4305 Клептон (1976 EC) — астероїд з головного поясу астероїдів, обертається навколо Сонця з періодом 4 роки i 358 дні, на середній відстані 2,92 а.о.. Відкритий 7 березня 1976 року в Гарвардській обсерваторії. Названий на честь британського музиканта Еріка Клептона.